# Tricypha rosenbergi
Tricypha rosenbergi là một loài bướm đêm thuộc phân họ Arctiinae, họ Erebidae.